# Schwabsoien
Schwabsoien – miejscowość i gmina w Niemczech, w kraju związkowym Bawaria, w rejencji Górna Bawaria, w regionie Oberland, w powiecie Weilheim-Schongau, wchodzi w skład wspólnoty administracyjnej Altenstadt. Leży około 25 km na zachód od Weilheim in Oberbayern.

## Demografia
| Rok  | Liczba mieszk. |
| ---- | -------------- |
| 1970 | 1 110          |
| 1987 | 1 072          |
| 2000 | 1 268          |
| 2005 | 1 327          |

### Struktura wiekowa
Dane o ludności z 31 grudnia 2008:
| Opis                                | Ogółem | Ogółem | Kobiety | Kobiety | Mężczyźni | Mężczyźni |
| ----------------------------------- | ------ | ------ | ------- | ------- | --------- | --------- |
| Jednostka                           | osób   | %      | osób    | %       | osób      | %         |
| Populacja                           | 1290   | 100    | 631     | 48,91   | 659       | 51,09     |
| Wiek przedprodukcyjny (0–17 lat)    | 281    | 21,78  | 138     | 10,7    | 143       | 11,09     |
| Wiek produkcyjny (18–65 lat)        | 756    | 58,6   | 361     | 27,98   | 395       | 30,62     |
| Wiek poprodukcyjny (powyżej 65 lat) | 253    | 19,61  | 132     | 10,23   | 121       | 9,38      |

## Polityka
Wójtem gminy jest Sepp Konrad, rada gminy składa się z 12 osób.
|      | Dorfgemeinschaft | Niezależni | Sachsenrieder Liste | Razem |
| 2008 | 7                | -          | 5                   | 12    |
| 2002 | 8                | 4          | -                   | 12    |

## Oświata
W gminie znajduje się przedszkole (50 miejsc) oraz szkoła podstawowa (97 uczniów w roku szkolnym 2009/2010).